# تسمم سيرغي ويوليا سكريبال
تسمم سيرغي ويوليا سكريبال هي محاولة اغتيال حدثت في 4 مارس 2018، بموجبها تعرض الضابط الروسي وعميل أجهزة المخابرات البريطانية المزدوج سيرغي سكريبال وابنته يوليا سكريبال للتسمم في سالزبوري (إنجلترا)، بغاز للأعصاب تم تطويره في روسيا تحت اسم نوفيتشوك المعروف باسم A-234، وفقًا لمصادر المملكة المتحدة الرسمية ومنظمة حظر الأسلحة الكيميائية (OPCW).
بعد فترة طويلة في وضعية حرجة، استعادت يوليا وعيها حيث كانت قادرة على الكلام. لتغادر المشفى في 9 أبريل 2018. فيما استعاد سيرغي وعيه بعد شهر واحد من الهجوم. ليغادر المستشفى في 18 مايو 2018. كما تم أخذ ضابط الشرطة للرعاية المركزة بعد تعرضه لبقايا الغاز السام في منزل سيرغي سكريبال. وبحلول 22 مارس، تعافى بما فيه الكفاية لمغادرة المستشفى.